# Pierre Révoil

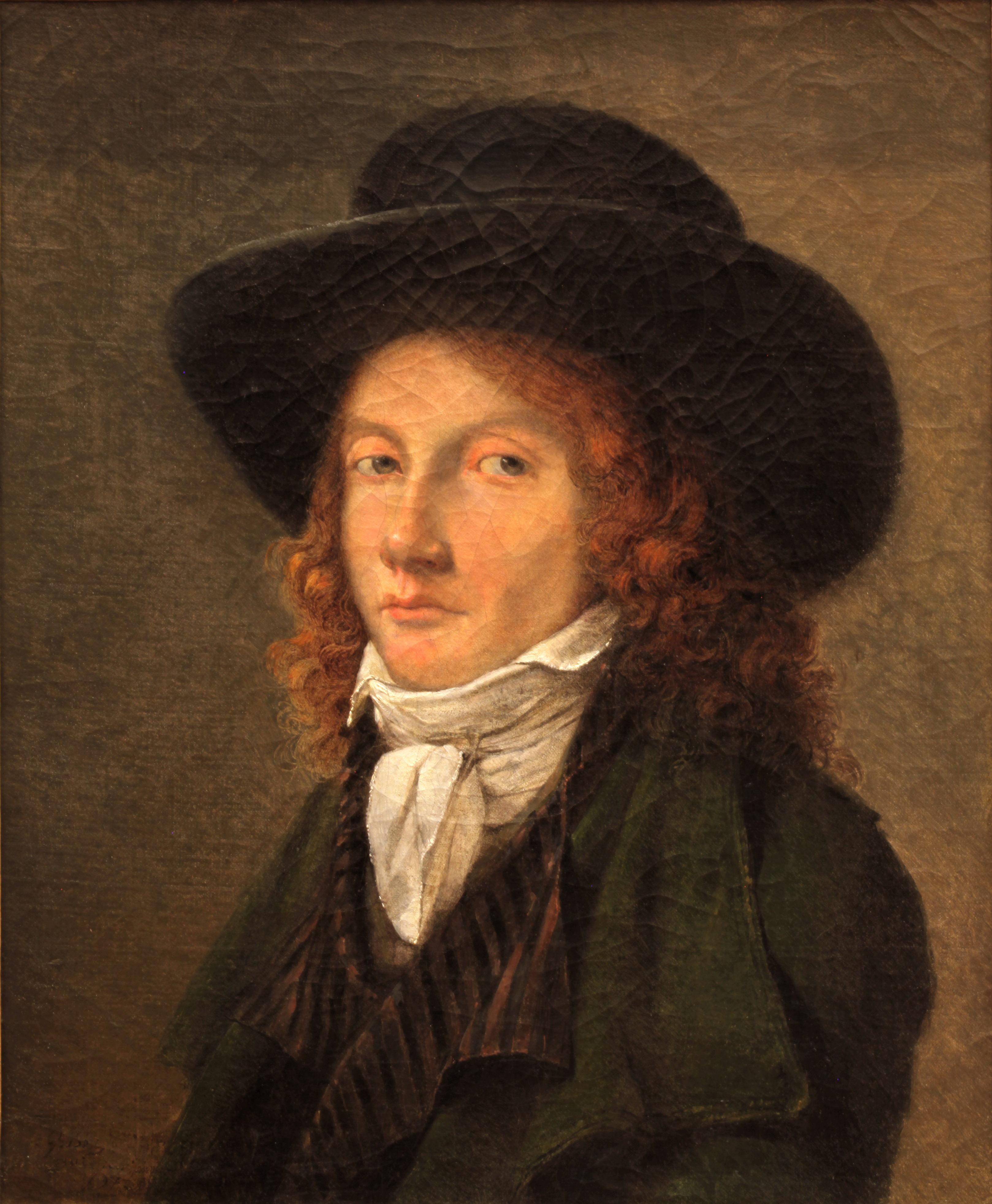
Pierre Révoil (1797). Retrato por Jean-Michel Grobon (1770–1853).

Pierre Henri Révoil (12 de junio de 1776, en Lyon – 19 de marzo de 1842, en París) fue un pintor francés del estilo trovador.

## Biografía
Su padre era peletero. A pesar de que le necesitaban en casa, su familia le dejó recibir una educación formal. Primero estudió arte en el École Centrale en Lyon, bajo la dirección de Donat Nonnotte. En 1793, al aumentar la pobreza familiar tuvo que ir a trabajar con un fabricante de tapices patrióticos. Dos años más tarde, consiguió encontrar un sitio en el estudio de Jacques-Louis David en el École des Beaux-Arts.
Inicialmente, se sintió fascinado por las pinturas de la cerámica griega y alcanzó cierta notoriedad por sus escenas de la Revolución. Ejecutó también muchas pinturas religiosas, pero pronto se centra casi exclusivamente en escenas históricas de la Edad Media, en lo que más tarde se llamó el "Estilo Trovador". 

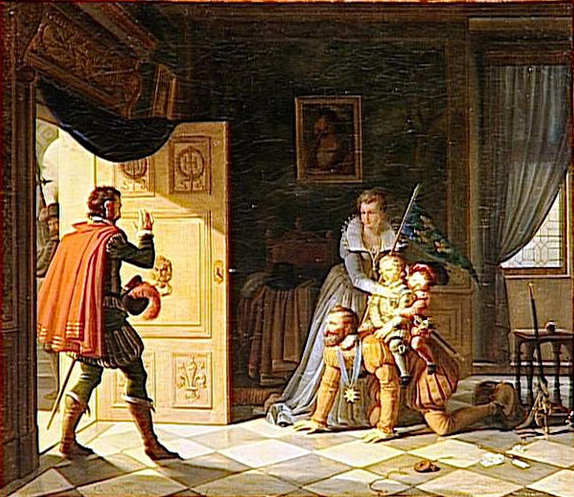
Enrique IV jugando con sus hijos, (antes de 1825)

En 1802, cuando Napoleón puso la primera piedra para la Plaza de Bellecour, Révoil celebró la ocasión con un dibujo alegórico titulado "Napoleón reconstruye la ciudad de Lyon", que fue exhibido en el Salón en 1804. Tres años más tarde, fue nombrado Profesor en el École des Beaux-Arts en el palacio Saint-Pierre (ahora, el Museo de Bellas Artes de Lyon).
Por 1811 había amasado una colección enorme de armaduras medievales, jarrones, tapices, pinturas y manuscritos. Este museo personal fue utilizado como herramienta para enseñar a su alumnado en el École. Por entonces ya era bastante famoso y fue mencionado en detalle para el Magasin encyclopédique por Aubin Louis Millin de Grandmaison. También escribió chansons de estilo medieval, algunas de las cuales se hicieron populares en Lyon.

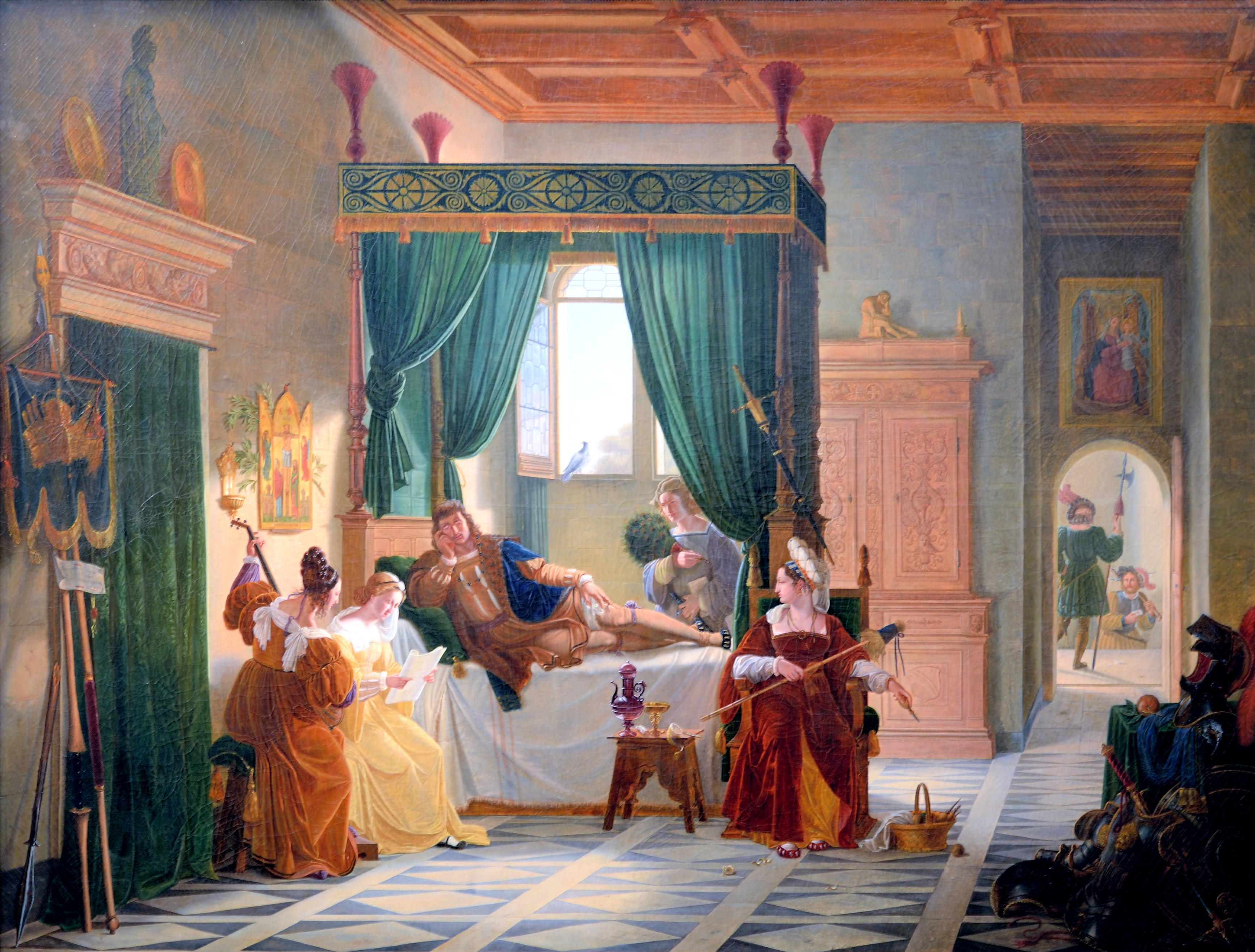
La convalecencia de Bayard (1817).

Cuando el Primer Imperio cayó, él se unió a la causa de la Restauración y destruyó su pintura de Napoleón. Al año siguiente se casó con la hija de dieciocho años de un primo y se mudó a Provenza en 1818. Regresó a Lyon en 1823 y fue director del École hasta 1830. Algunos de su mejores alumnos fueron Claude Bonnefond, Hippolyte Flandrin y Victor Orsel. En 1828, donó su colección al Louvre. Llegó a París justo cuándo estalló la Revolución de 1830. Esto puso punto final a su carrera. Años más tarde, murió sólo y arruinado en París.
Su hermana era la poeta Louise Colet y su hijo Henri Révoil fue un arquitecto famoso qué restauró muchas iglesias y otros edificios públicos.